# Arnreit
Arnreit – gmina w Austrii, w kraju związkowym Górna Austria, w powiecie Rohrbach. Liczy 1141 mieszkańców (1 stycznia 2015).